# ASK Voitsberg
Der Arbeiter Sport-Klub Voitsberg ist ein österreichischer Fußballverein aus Voitsberg in der Steiermark. Der Verein spielt ab der Saison 2025/26 in der drittklassigen Regionalliga Mitte. Die Vereinsfarben sind weiß-schwarz. 

## Geschichte
Der ASK Voitsberg wurde im Jahre 1921 mit den Sektionen Fußball und Boxen gegründet. Bis zum Beginn des Zweiten Weltkriegs spielte der Verein in diversen regionalen steirischen Klassen. In den Jahren von 1938 bis 1945 wurde der Verein von den Nationalsozialisten von ASK Voitsberg in Grün-Weiß-Krems umbenannt. Nach dem Ende des Krieges wurde aus Grün-Weiß-Krems wieder der ASK Voitsberg und die Sektion Boxen wurde fallen gelassen.
Fünf Jahre nach dem Krieg kam der ASK zum ersten Mal in die steirische Landesliga (Saison 1950/1951). 1962 stieg der Verein zum ersten Mal in die (damalige) zweithöchste Spielklasse Österreichs, die Regionalliga auf, aber im darauf folgenden Jahr sofort wieder ab. 1967 erfolgte dann das Comeback in der Regionalliga, das vier Saisonen lang bis 1971 anhielt. Erst 1983 sollte ein letztes Mal die Rückkehr in die Zweitklassigkeit gelingen. Auf Grund einer Reform der 2. Division musste Voitsberg aber als neuntplatzierter im zweiten Jahr (1984/1985) wieder absteigen.
1994 gelang wieder der Aufstieg und man blieb bis zum Abstieg 2007 in der Regionalliga Mitte. Den Abstieg 2007 konnte man bereits im Folgejahr mit dem souveränen Meistertitel in der Landesliga wieder egalisieren (15 Punkte Vorsprung auf den Tabellenzweiten) und spielte 2008/2009 und 2009/2010 in der Regionalliga Mitte und ab 2011/2012 wieder in der Landesliga Steiermark.
Im Spieljahr 2022/2023 konnte der ASK Voitsberg den 6. Meistertitel in der Landesliga Steiermark (nach 1962, 1967, 1982, 1983 und 2008) erreichen und spielte 2023/24 in der Regionalliga Mitte. In dieser wurde man direkt wieder Meister, sodass Voitsberg 2024 nach 39 Jahren in die 2. Liga zurückkehrte. In der 2. Liga hielt sich Voitsberg aber nur eine Saison, als Tabellen-14. mussten die Steirer direkt wieder in den Amateurbereich absteigen.

## Kampfmannschaft

### Trainerteam
Stand: 23. Juli 2025
| Funktion        | Name           | Geburtsdatum | Nationalität | beim Verein seit | letzter Verein    |
| --------------- | -------------- | ------------ | ------------ | ---------------- | ----------------- |
| Trainer         | David Preiß    | 18.05.1978   | Osterreich   | 05/2022          | Grazer AK         |
| Co-Trainer      | Gernot Suppan  | 18.11.1985   | Osterreich   | 07/2022          | Spieler           |
| Co-Trainer      | Stefan Nutz    | 15.02.1992   | Osterreich   | 07/2025          | Spieler SV Wildon |
| Tormann-Trainer | Philipp Martin | 01.11.1988   | Osterreich   | 01/2025          | PAS Ioannina      |

### Aktueller Kader
Stand: 23. Juli 2025

### Transfers
Stand: 23. Juli 2025
| Zugänge: | Abgänge: |
| Sommer 2025 | Sommer 2025 |
| --- | --- |
| - Tristan Brükk (SV Spittal/Drau) - Jonas Gmeindl (USV St. Anna) - Daniel Goriupp (Wolfsberger AC II) - Paolo Jager (Kremser SC) - Patrick Maier (Kapfenberger SV II) - Žan Pelko (vereinslos) - Christian Pöschl (AKA Sturm Graz U-18) - Fabian Schubert (TSV 1860 München) - Philipp Sick (SV Tillmitsch) - Jason Sprinzer (Union Mauer) - Andrej Stevanović (Admira Wacker) - Tomaž Stopajnik (CD Atlético Paso) - Marcel Tanzmayr (First Vienna FC) - Luka Živanović (US Lecce U-20) - Elias Neubauer (SV Wildon, Leih-Ende) | - Michael Fauland (SV Lassnitzhöhe) - Justin Forst (Admira Wacker) - Drini Halili (SC Fürstenfeld) - Elias Jandrisevits (SK Austria Klagenfurt) - Dominik Kirnbauer (SV Ried) - Martin Salentinig (SV Übelbach) - Philipp Seidl (SV Wildon) - Lukas Sidar (SV Lebring) - Stefan Sulzer (ASK Köflach) - Fabian Ehmann (vereinslos) - Samuel Stückler (vereinslos) - Jakob Jantscher (Karriereende) - Julian Halwachs (TSV Hartberg, Leih-Ende) - Juri Kirchmayr (Grazer AK, Leih-Ende) - Christoph Urdl (TSV Hartberg, Leih-Ende) - Atsushi Zaizen (Grazer AK, Leih-Ende) |